# Флаэрти, Джим
Почтенный Джеймс Майкл «Джим» Фла́эрти (англ. James Michael «Jim» Flaherty, 30 декабря 1949, Лашин, Монреаль, Квебек — 10 апреля 2014, Оттава) — канадский политик. С 6 февраля 2006 года по 18 марта 2014 года министр финансов Канады в правительстве Стивена Харпера.

## Биография
Джим Флаэрти получил степень бакалавра искусств в области социологии в 1970 году в Принстонском университете. Затем получил степень бакалавра права на юридическом факультете Йоркского университете. До политики Флаэрти на протяжении 20 лет работал в области юриспруденции. В 1991 году у Джима Флаэрти и его супруги Кристин Эллиот родились сыновья-тройняшки Джон, Гэлен и Куин.
С 1995 по 2005 был депутатом в Законодательном собрании Онтарио от округа Уитби — Эйджакс под знамёнами Прогрессивно-консервативной партии Онтарио. Он был старшим министром кабинета в правительстве Майка Харриса и дважды был кандидатом в руководство Прогрессивно-консервативной партией, но безуспешно. На федеральных выборах 2008 он выиграл в федеральном округе Уитби — Ошава, уже будучи министром финансов с 2006 и членом Консервативной партии Канады. 3 мая 2006 он внёс первый после окончания эпохи Брайана Малруни бюджет Консервативной партии Канады. При внесении своего бюджета в феврале 2008 он объявил о создании СННС, доступного для всех канадцев с января 2009.
В апреле 2014 года Флаэрти умер в возрасте 64 лет после сердечного приступа.